# Hövej
Hövej è un comune di 307 abitanti situato nella contea di Győr-Moson-Sopron, nell'Ungheria nordoccidentale.